# Torrione e Rivellino
Il complesso del Torrione e Rivellino è un'architettura militare di Piombino.

## Storia e descrizione
L'alta torre è la parte più antica del complesso e risale al 1212, quando Piombino era libero comune, unica testimonianza superstite di quell'epoca. Vi si apriva la Porta a Terra della città e nel XV secolo fu rialzato. La torre, detta anche Torre di Sant'Antonio o Porta Inferi, era probabilmente dotata nella parte più alta, sotto l'arco, di una o più campane, utilizzate in caso di ricorrenze particolari o pericoli.
Ai primi del XV secolo venne aggiunto il piazzale quadrato e un'antiporta, sulla quale si trova ancora oggi una targa datata 1417.
Il rivellino venne aggiunto attorno al torrione per fortificarlo contro le artiglierie. La data di costruzione tuttavia è incerta. Sebbene la lapide che ne attribuisce l'edificazione a Rinaldo Orsini riporti il 1447, numerosi elementi costruttivi, fra cui la porta di accesso in posizione laterale, le proporzioni della scarpa, e le bocche di fucileria, inducono a collocare la datazione fra il 1470 e il 1504. Fu usata la stessa pietra tufacea delle cave di Populonia, con la quale erano anche state costruite le opere etrusche della zona. Il Rivellino ha una forma semicircolare e risale alla Signoria di Rinaldo Orsini, marito di Caterina Appiani, in vista dell'assedio di Alfonso V d'Aragona, che venne sventato con successo. Un tempo doveva essere circondato da un fossato e munito di ponte levatoio.
Quando Cosimo I de' Medici aggiornò le fortificazioni cittadine tra il 1548 e il 1557, fece apportare alcune modifiche al complesso, come la rimozione della merlatura guelfa originaria.

## Altre immagini

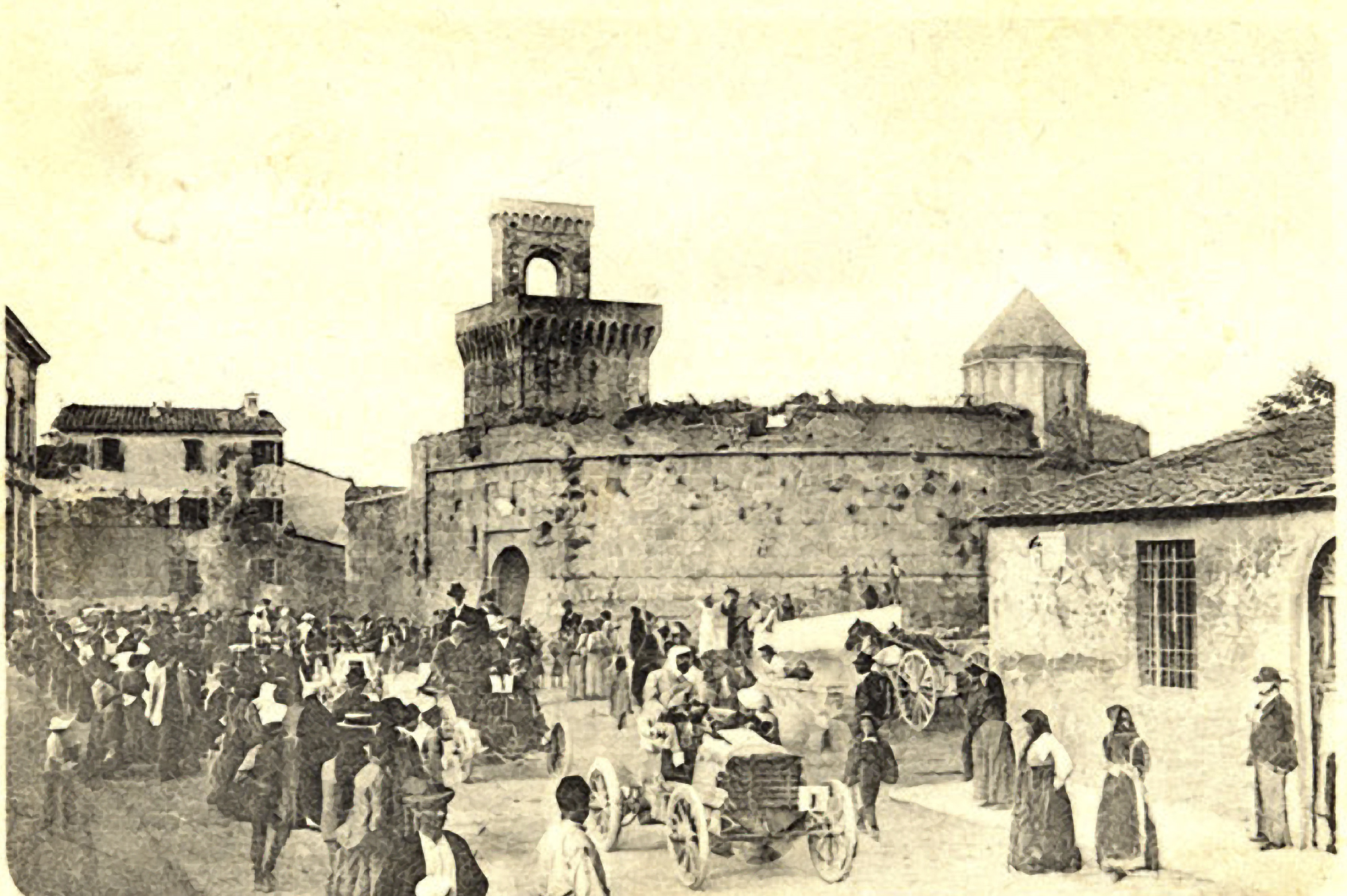
Il complesso agli inizi del XX secolo in occasione della gara motoristica Piombino - Livorno
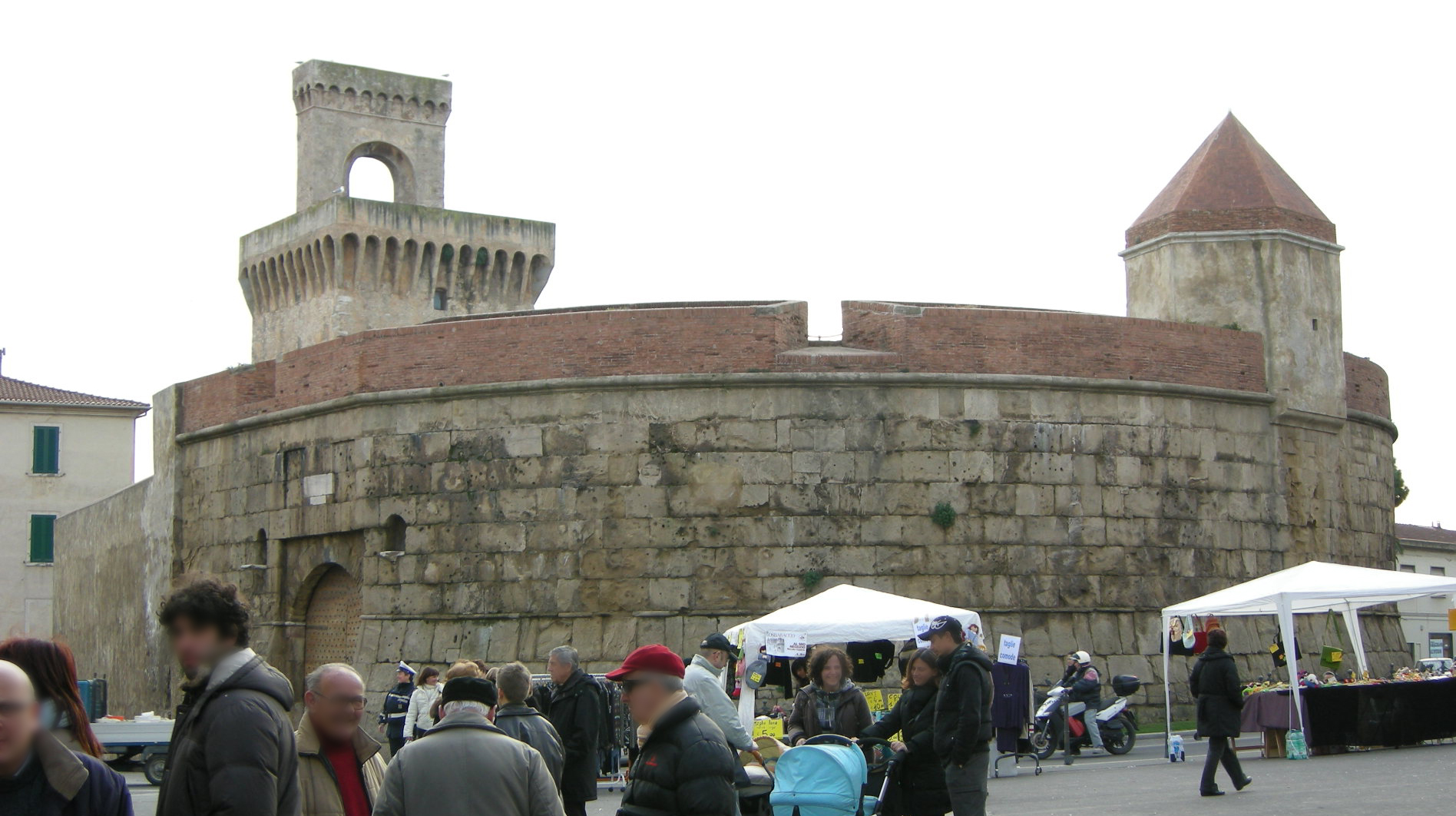
Il Rivellino
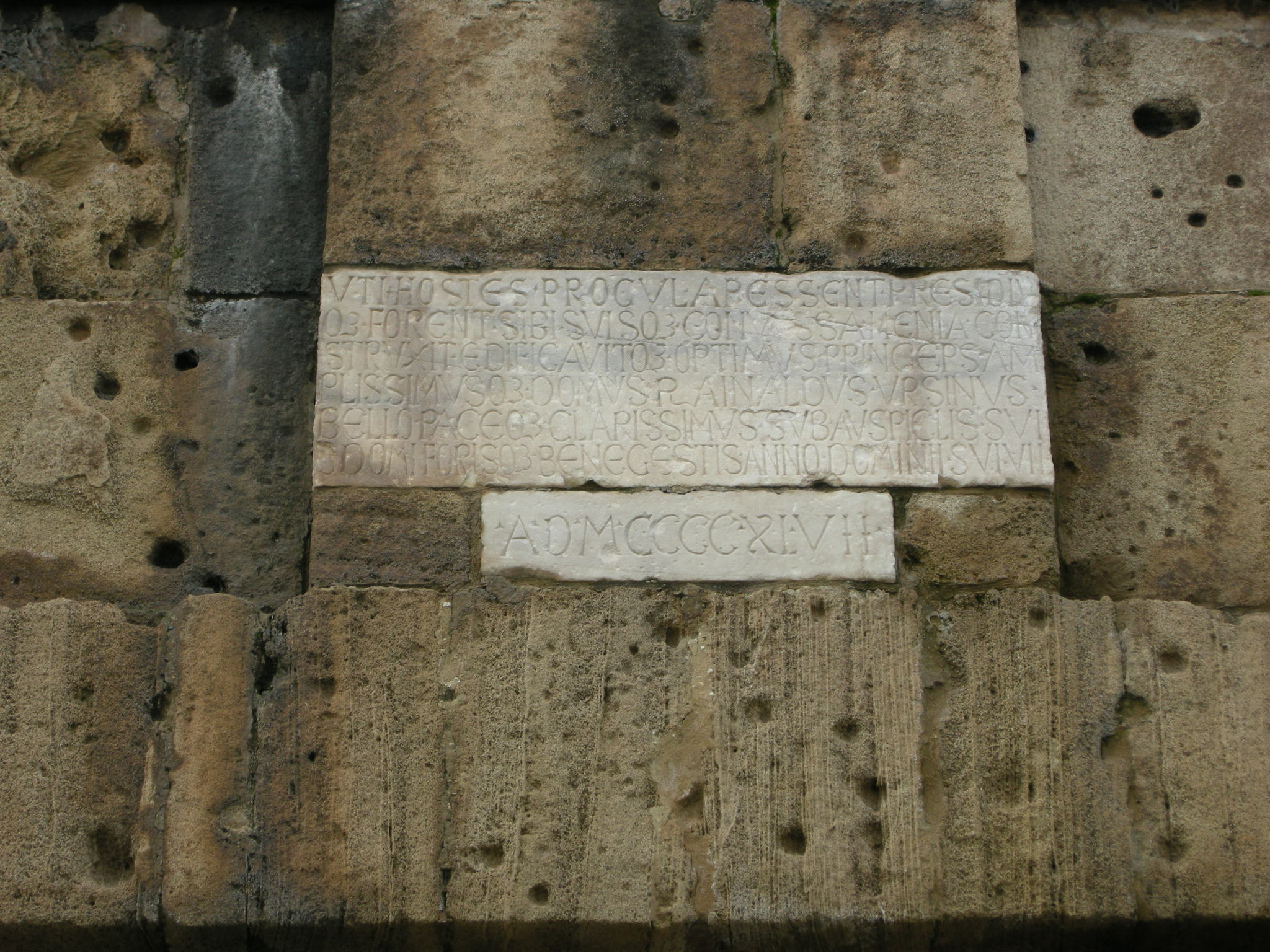
Iscrizione del 1447
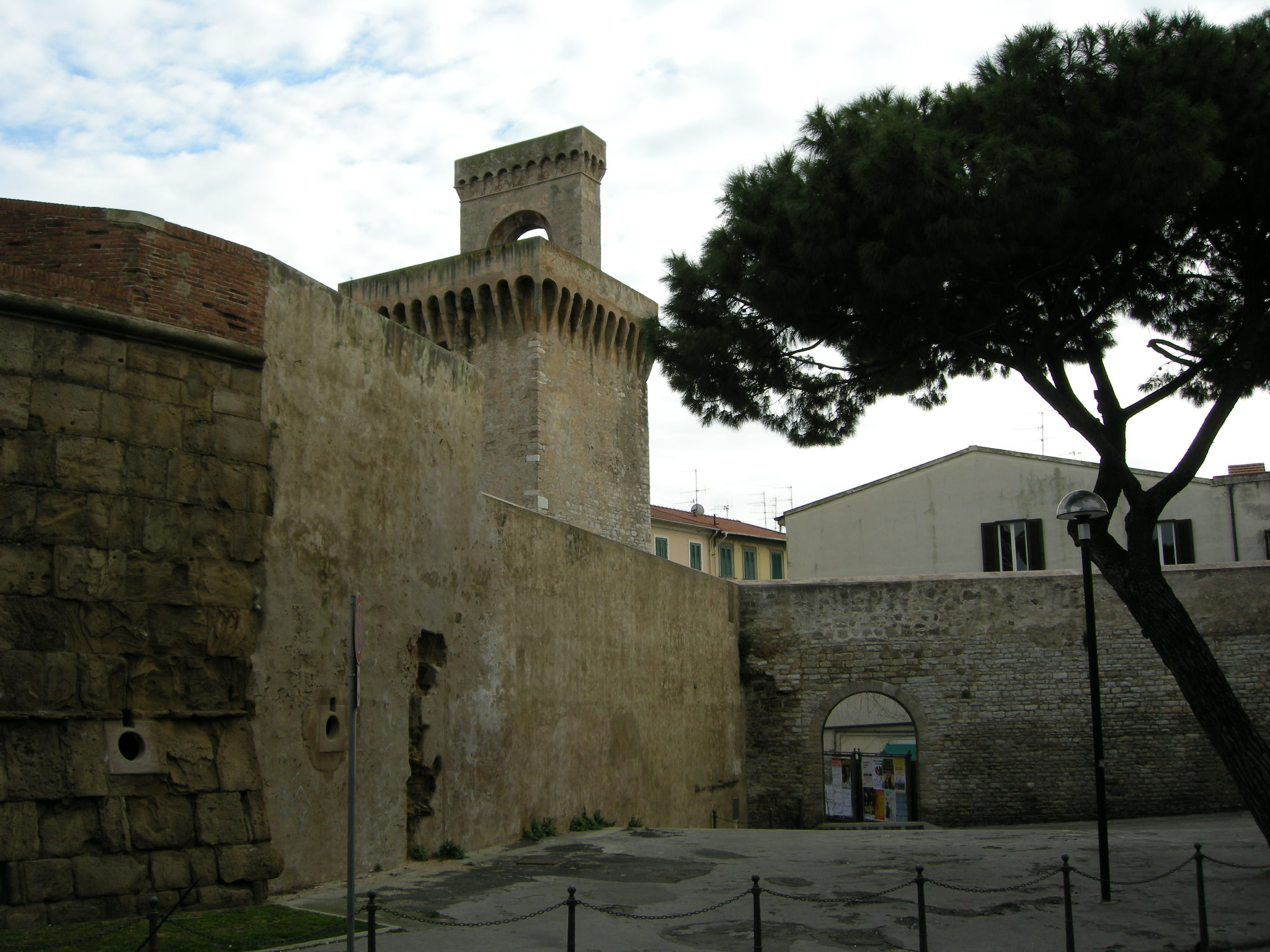
Lato nord
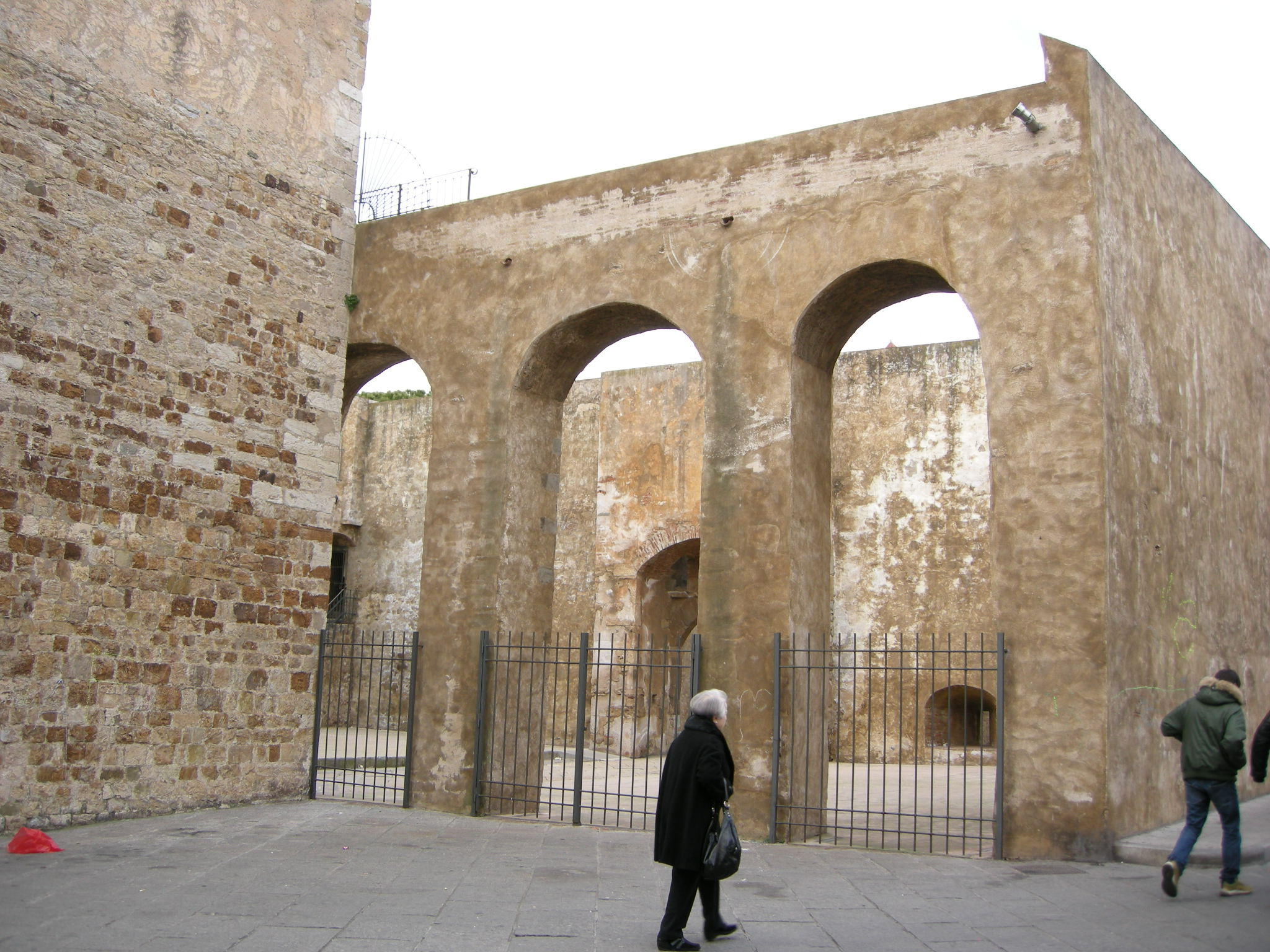
Lato interno